# 896
سنة 896 م كانت سنة كبيسة تبدأ يوم الخميس (الرابط يظهر نموذج التقويم الكامل للسنة) من التقويم اليولياني. بدأت تسمية السنة ب896 منذ العصور الوسطى المبكرة، عندما أصبح تقويم أنو دوميني هو الأسلوب السائد في أوروبا لتسمية السنوات.

## مواليد
- المسعودي

## وفيات
- رافع بن هرثمة
- إبراهيم الثقفي